# Svezia ai Giochi della XIX Olimpiade
La Svezia partecipò ai Giochi della XIX Olimpiade che si sono svolti a Città del Messico dal 12 al 27 ottobre 1968, con una delegazione di 100 atleti impegnati in 13 discipline per un totale di 95 competizioni. Portabandiera fu il canoista Rolf Peterson, campione olimpico uscente nel kayak.
Il bottino della squadra, sempre presente ai Giochi estivi con l'unica eccezione di Saint Louis 1904, fu di due medaglie d'oro, una d'argento e una di bronzo. La due medaglie d'oro vennero dalla vela e dal Pentathlon moderno. Da segnalare la medaglia d'argento ottenuta dai quattro fratelli Petterson nella cronometro a squadre di ciclismo, con il maggiore dei quattro, Gösta, capace di vincere anche la medaglia di bronzo nella prova individuale su strada.

## Medagliere

### Per discipline
| Sport              | Oro | Argento | Bronzo | Totale |
| ------------------ | --- | ------- | ------ | ------ |
| Pentathlon moderno | 1   | 0       | 0      | 1      |
| Vela               | 1   | 0       | 0      | 1      |
| Ciclismo           | 0   | 1       | 1      | 2      |
| Totale             | 2   | 1       | 1      | 4      |

### Medaglie
| Medaglia | Atleta                                                             | Sport              | Evento               |
| -------- | ------------------------------------------------------------------ | ------------------ | -------------------- |
| Oro      | Björn Ferm                                                         | Pentathlon moderno | Gara individuale     |
| Oro      | Ulf Sundelin Jörgen Sundelin Peter Sundelin                        | Vela               | 5,5 metri            |
| Argento  | Erik Pettersson Gösta Pettersson Sture Pettersson Tomas Pettersson | Ciclismo           | Cronometro a squadre |
| Bronzo   | Gösta Pettersson                                                   | Ciclismo           | Corsa in linea       |